# Acevedo (kommun)
Acevedo är en kommun i Colombia.   Den ligger i departementet Huila, i den sydvästra delen av landet, 400 km sydväst om huvudstaden Bogotá. Antalet invånare är 26 384. Arean är 612 kvadratkilometer.
Terrängen i Acevedo är bergig åt sydost, men åt nordväst är den kuperad.